# Viereckia
Viereckia é um género botânico pertencente à família Asteraceae.